# Przewalski-Gazelle
Die Przewalski-Gazelle (Procapra przewalskii) wird auch Mongolische Tibetgazelle genannt und ist eine Art der Kurzschwanzgazellen. Sie wurde früher als eine Unterart der Tibetgazelle (Procapra picticaudata) angesehen, ist aber mittlerweile als eigenständige Art allgemein erkannt. Benannt ist die Art nach dem russischen Offizier und Forschungsreisenden Nikolai Michailowitsch Prschewalski.

## Merkmale
Die Przewalski-Gazelle gleicht im Wesentlichen der Tibetgazelle und hat ebenso ein braungraues, unterseits weißes Fell. Im Unterschied zur Mongolischen Gazelle und zur Tibetgazelle weisen ihre Hörner an den Spitzen nach innen. Sie besitzt wie die Tibetgazelle einen weißen Rumpffleck, der allerdings hier durch eine dunkle Mittellinie geteilt wird.

## Verbreitung, Lebensweise und Bestand
Die Przewalski-Gazelle kommt im nördlichen Zentralchina (Qinghai, Sichuan und Gansu) vor; heute scheint das Verbreitungsgebiet auf den Fuß der Nan-Shan-Berge, östlich und nördlich des Qinghai-Sees beschränkt zu sein. Das unwegsame Gelände schützt sie hier offenbar etwas vor starken Nachstellungen. In Lebensweise und Ernährung gleicht sie weitgehend der Tibetgazelle. Die Przewalski-Gazelle zählt zu den am stärksten bedrohten Großsäugetieren Chinas. Die IUCN führt die Art als stark gefährdet (endangered).

## Evolution und Systematik
Durch die Lebensweise im Hochgebirgsplateau und die dortigen klimatischen Verhältnisse liegen für die Arten der Kurzschwanzgazellen nur sehr wenige Fossilnachweise vor. Arten der Gattung Procapra sind frühestens im Pliozän oder frühen Pleistozän vor 2 bis 3 Millionen Jahren nachgewiesen, während antilopenartige Arten bereits für das Miozän vor 13 bis 15 Millionen Jahren dokumentiert sind. Der Ursprung der Kurzschwanzgazellen wurde bei anderen gazellenartigen Antilopen vermutet, als potenzielle Ahnen wurden dabei Gazella sinensis aus dem späten Pliozän und Gazella paragutturosa aus dem frühen Pleistozän vermutet. Über Isotopenuntersuchungen in Fossilien und im Vergleich zu heute lebenden Tieren des tibetanischen Hochlands wurde festgestellt, dass das Klima und die Witterungsverhältnisse vor 2 bis 3 Millionen Jahren in diesem Gebiet deutlich milder und die Diversität der Lebensräume zugleich vielfältiger waren als dies aktuell der Fall ist, wodurch eine Artenbildung unter anderem bei den Kurzschwanzgazellen ermöglicht wurde.
Die wissenschaftliche Erstbeschreibung der Przewalski-Gazelle stammt von Eugen Büchner aus dem Jahr 1891 unter der Bezeichnung Gazella przewalski. Die Namensgebung der Gattung Procapra leitet sich von der griechisch-lateinischen Vorsilbe „pro“ (προ) für „vor“ und der Bezeichnung „capra“ für Ziegen ab. Neben der Nominatform Procapra przewalskii przewalskii wird als weitere Unterart Procapra przewalskii diversicornis unterschieden.
Die Przewalski-Gazelle wird heute gemeinsam mit der Mongolischen Gazelle und der Tibetgazelle zur Gattung der Kurzschwanzgazellen (Procapra) gestellt, wurde jedoch häufig mit anderen Gazellen in der Gattung Gazella zusammengefasst. Molekularbiologische Untersuchungen bestätigten die Monophylie der Gattung Procapra und stellten sie den anderen Gattungen der als Tribus definierten Antilopini gegenüber. Dabei wurden die Przewalski-Gazelle und die Mongolische Gazelle als näher miteinander verwandt erkannt und der Tibetgazelle als Schwestergruppe gegenübergestellt. In einer weiteren Studie wurde die Gattung Procapra, vertreten durch die Mongolische Gazelle, als eine der basalsten Gruppen der Gazellenartigen (Antilopini) eingeordnet.